# Leslie Voltaire
Leslie Voltaire (ur. 11 lipca 1949 w Port-au-Prince) – haitański polityk, specjalista z zakresu architektury i planowania przestrzennego. Przez piętnaście lat wykładał architekturę na Państwowym Uniwersytecie Haiti. Kierował odbudową kraju po trzęsieniu ziemi w 2010. Kandydował w wyborach prezydenckich w latach 2010–2011, uzyskując 16199 głosów (1,59%). 25 kwietnia 2024 wszedł w skład Prezydenckiej Rady Przejściowej. Od 7 października 2024 do 7 marca 2025 sprawował funkcję jej przewodniczącego.